# José López Valera
José López Valera (Madrid, 21 de septiembre de 1981) es un exjugador español de baloncesto.

## Biografía
En sus inicios en el mundo del baloncesto fue considerado como una de las promesas del baloncesto español. Formado en el Real Madrid fue internacional en todas las secciones inferiores de la Selección española logrando hacerse con la medalla de oro en el Eurobasket junior de Varna de 1998 y en el torneo de Mannheim de ese mismo año. Una lesión le impidió acudir al Mundobasket junior de Lisboa de 1999 en el que España se alzó con el título de campeón del mundo.
Militó en varios clubes de la liga ACB como el Estudiantes, el Lucentum Alicante o el Gijón Baloncesto, pero varias lesiones consecutivas le impidieron continuar su proyección por lo que acabó recalando en clubes de categorías menores como la LEB Plata o la EBA.

## Trayectoria deportiva
- Categorías inferiores Real Madrid.
- 1999/00. LEB. Polaris World Murcia.
- 2000/01. LEB. Sondeos del Norte Coruña.
- 2001/02. ACB. Gijón Baloncesto.
- 2002/04. ACB. Lucentum Alicante.
- 2004/05. LEB. Baloncesto León.
- 2005/06. LEB 2. Autocid Ford Burgos.
- 2006/07. ACB. Adecco Estudiantes.
- 2007/08. LEB. CB Villa de los Barrios.
- 2007/08. LEB Plata. Cáceres 2016 Basket.
- 2008/09. EBA. Majadahonda Spartans.
- 2009/10. EBA. Meridiano Santa Pola.